# اینونتک
اینونتک (انگلیسی: Inventec) شرکت سخت‌افزار تایوانی است، که در سال ۱۹۷۵ تأسیس شد.